# Heinrich Brücker
Heinrich Brücker (Kiel, 1913. május 5. – Eckernförde, 1984. június 14.) német katona. A második világháború alatt a légierő századosa volt. Az 1950-es évek végén csatlakozott a Bundeswehrhez, ahol 1971-ig szolgált. Szolgálataiért megkapta a Vaskereszt lovagkeresztjét.

## Bibliográfia
- Brütting, Georg. Das waren die deutschen Stuka-Asse 1939 – 1945 (német nyelven). Stuttgart, Németország: Motorbuch (1995). ISBN 978-3-87943-433-6
- Fellgiebel, Walther-Peer. Die Träger des Ritterkreuzes des Eisernen Kreuzes 1939–1945 – Die Inhaber der höchsten Auszeichnung des Zweiten Weltkrieges aller Wehrmachtteile (német nyelven). Friedberg, Németország: Podzun-Pallas (2000). ISBN 978-3-7909-0284-6